# Matthew Carter
Matthew Carter (Londra, 1º ottobre 1937) è un disegnatore di caratteri tipografici inglese.

## Biografia
All'età di 19 anni impara l'arte della tipografia presso la fonderia Joh. Enschedé di Haarlem, nei Paesi Bassi.
Successivamente torna a Londra per lavorare come tipografo freelance e per varie aziende tra cui la Mergenthaler Linotype, per la quale disegna diversi caratteri tipografici, tra cui il Bell Centennial per il centenario della Bell Telephone Company.
Nel 1981, insieme col collega Mike Parker, fonda la compagnia Bitstream Inc., che fornisce tuttora caratteri tipografici digitali.
Nel 1991 abbandona la Bitstream Inc. per fondare la Carter & Cone insieme con Cherie Cone. Qui disegna molti nuovi caratteri tipografici per multinazionali come Apple e Microsoft, tra cui il Verdana e il Georgia, creati appositamente per la lettura su monitor, e per diverse tra le più importanti testate giornalistiche, come Time, The Washington Post, The New York Times, Wired e Newsweek.
È membro della Alliance Graphique Internationale (AGI), consulente per il dipartimento grafico dell'Università di Yale, è stato presidente della Association Typographique Internationale (ATypI) ed ex membro della presidenza della Society of Typographic Aficionados (SOTA).
Ha ottenuto numerosi premi per il suo contributo al design tipografico, compresa una Laurea honoris causa dal Doctorate of Humane Letters del Art Institute di Boston, una medaglia dalla American Institute of Graphic Arts (AIGA) nel 1995, e il SOTA Typography Award nel 2005.

## Caratteri tipografici
Tra i caratteri tipografici disegnati da Carter, sono da citare:
- Bell Centennial
- Big Caslon
- Bitstream Charter
- Big Figgins
- Carter Sans
- Cascade Script
- Elephant
- Fenway
- ITC Galliard
- Gando
- Georgia
- Mantinia
- Meiryo
- Miller
- Monticello
- Nina
- Olympian
- Rocky
- Shelley Script
- Snell Roundhand
- Skia
- Sophia
- Tahoma
- Verdana
- Vincent
- Wilson Greek
- Wrigley
- Yale University typeface